# Déwé Gorodey

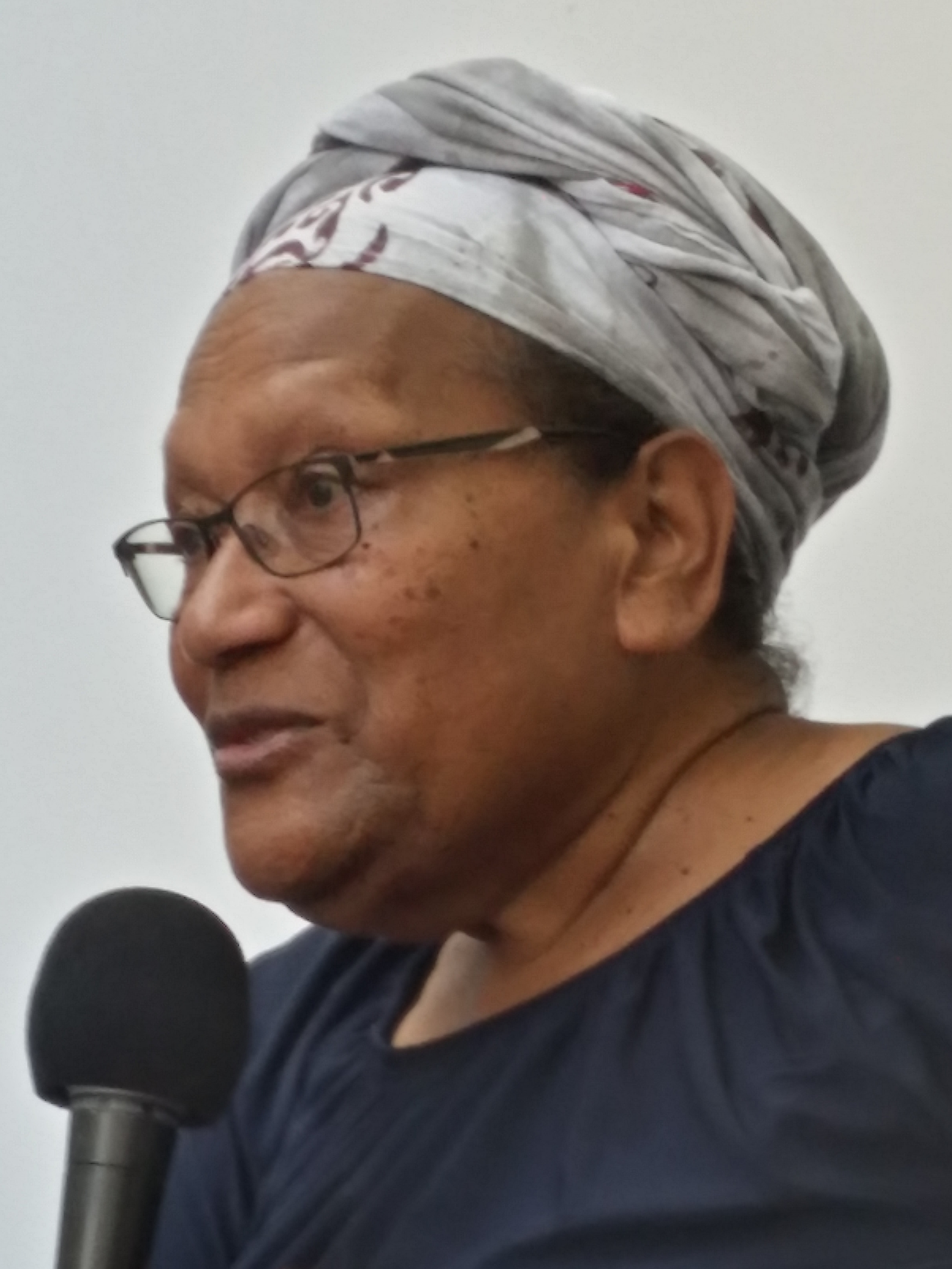
Déwé Gorodey (2016)

Déwé Gorodey (oder Gorodé) (* 1. Juni 1949 in Ponérihouen; † 14. August 2022 in Poindimié) war eine französische Politikerin, kanakische Schriftstellerin und Unabhängigkeitsaktivistin in Neukaledonien. Sie war von 1999 bis 2019 ununterbrochen Mitglied der Regierung des französischen Überseegebiets.

## Leben
Gorodey wurde 1949 in Ponérihouen an der Ostküste der Grande Terre, einer Hochburg der Indépendantisten, als Tochter eines Pastors und Clanchefs geboren. Nach der Grundschule in Houaïlou legte sie am Lycée Lapérouse in Nouméa das Baccalauréat de philosophie (Abitur) ab und studierte von 1969 bis 1973 Neuphilologie an der Universität Montpellier. Während ihrer Studienzeit las sie die Schriftsteller der Négritude wie Aimé Césaire, Léopold Senghor und Léon-Gontran Damas sowie die Schriften von Karl Marx, Lenin und Rosa Luxemburg, die ihre Militanz prägten. Nach ihrer Rückkehr 1974 unterrichtete sie Französisch an einer katholischen Schule in einem Vorort von Nouméa und engagierte sich ab demselben Jahr in der Unabhängigkeitsbewegung Foulards rouges (Rote Schals). Anschließend war sie Mitbegründerin der Groupe 1878 (nach der Revolte der Kanak im Jahr 1878 benannt). Zwei Jahre später wirkte sie an der Gründung der marxistischen Unabhängigkeitspartei PALIKA, dem linksradikalen Flügel der FLNKS mit. Ihr politisches Engagement für die Unabhängigkeit führte sie in die Pazifikregion, nach Australien, Algerien, Kanada, Mexiko und zu den Vereinten Nationen nach New York. Für ihre Aktivitäten saß sie 1974 und 1977 dreimal im Gefängnis. 1982 war sie Mitbegründerin der Groupe de femmes kanak exploitées en lutte (GFKEL) (Gruppe ausgebeuteter kanakischer Frauen im Kampf). Trotz ihrer Vorstrafen durfte sie weiterhin unterrichten. 1983 nahm sie eine Stelle an der evangelischen Schule in Houailou an, anschließend von 1985 bis 1988 unterrichtete sie ihre Muttersprache Paici an der gerade neu gegründeten École populaire kanak (E.P.K.) in Ponérihouen. 1992 nahm sie an einer Frauenmission nach Mali teil und von 1994 bis 1995 arbeitete sie in der Agence de développement de la culture kanak des Tjibaou-Kulturzentrums. Von 1996 bis 1997 unterrichtete sie erneut Paici an Schulen in Houailou und Poindimié. Von 1999 bis 2001 war sie Dozentin für Literaturgeschichte und zeitgenössische melanesische Literatur an der Universität Neukaledonien in Nouméa. Sie starb am 14. August 2022 im Alter von 73 Jahren an den Folgen einer Krebserkrankung.

### Politische Funktionen
Im Mai 1999 wurde sie zur Abgeordneten im Parlament der Nordprovinz und gleichzeitig auch zum Mitglied des Kongresses von Neukaledonien gewählt. Bei den Regierungswahlen belegte sie den zweiten Platz auf der von Roch Wamytan angeführten Liste der Unabhängigkeitsbefürworter und wurde zum Mitglied der Regierung gewählt, wo sie für Kultur, Jugend und Sport zuständig war, und behielt dieses Amt bis 2019. Von 2001 bis 2009 war sie zudem Vizepräsidentin der Regierung von Neukaledonien. In ihrer Amtszeit schuf sie verschiedene kulturelle Einrichtungen wie La maison du livre, die Académie des langues kanak, den Salon international du livre océanien (SILO), die  Case des artistes oder den Pôle d’export de la musique et des arts de Nouvelle-Calédonie (Poemart).

## Hauptwerke

### Romane
- L’épave. Nouméa: Madrépores, 2005; 2007; 2019.
- Graines de pin colonnaire. Nouméa: Madrépores, 2009.
- Tâdo, Tâdo, wéé ! Pirae: Au Vent des Îles, 2012.

### Poesie
- Sous les cendres des conques. Nouméa: Edipop, 1985.
- Dire le vrai / To Tell the Truth (mit Nicolas Kurtovitch). Zweisprachige Ausgabe von 18 Gedichten (Englische Übersetzung von Raylene Ramsay und Brian Mackay). Nouméa: Grain de sable, 1999.
- À l’orée du sable. Mit « La paix en soi » (Texte mit Nicolas Kurtovitch). La Roque d’Anthéron (France): Vents d’Ailleurs, 2014.
- Se donner le pays – paroles jumelles (mit Imasango). Vorwort von Murielle Szac. Paris: Bruno Doucey, 2016.

### Novellen
- Ûte Mûrûnû, petite fleur de cocotier. Nouméa: Grain de sable, 1994; Nouvelle édition augmentée de deux nouvelles inédites, Nouméa: Madrépores, 2015.
- L’Agenda. Nouméa: Grain de sable, 1996; Nouméa: Madrépores, 2015; Nouvelle édition augmentée de deux nouvelles inédites, Nouméa: Madrépores, 2015.
- Le Vol de la parole (mit Weniko Ihage). Nouméa: Edipop, 2002.
- La Vieille Dame. Nouméa: Madrépores, 2016.

### Aphorismen
- Par les temps qui courent. Nouméa: Grain de sable, 1996.

### Theater
- Kënâké 2000, Uraufführung, inszeniert von Pierre Gope während des Festival des Arts mélanésiens à Nouméa en 2000.

### Übersetzungen
- The Kanak Apple Seasons. Anthologie von Novellen. Trad. Peter Brown. Canberra (Australie): Pandanus Books, 2004.
- Sharing as Custom Provides. Zweisprachige Anthologie von Poesie. Trad. Raylene Ramsay et Deborah Walker. Canberra (Australie): Pandanus Books, 2005.
- The Wreck. (L'épave) Übersetzung von Deborah Walker-Morrison und Raylene Ramsay. Auckland (Nouvelle-Zélande): Little Island Press, 2011.

## Auszeichnungen
- 2007 Prix Popaï du Salon international du livre océanien, für L’épave.